# Samuel Fredric Corvin
Samuel Fredric Corvin, född 22 januari 1681 i Svalövs socken, död 12 december 1735 i Malmö, var en svensk präst och riksdagsman.

## Biografi
Samuel Fredric Corvin var son till Erik Sörensen Corvin Torrlöse och Margareta Elisabet von Essen. Han blev student 1694, prästvigdes 1703 för tjänster vid Lunds universitet och Lunds stadsförsamling, och verkade i Lunds stad när han 1709 fängslades av danskarna för sin svenskvänlighet. 1710 utsågs han till kyrkoherde i Reslövs socken och 1716 prost över Onsjö härad. 1729 efterträdde han den avlidne Hofverberg som kyrkoherde i Malmö församling och fick därmed Oxie härad som prosteri.
Corvin var deputerad vid riksdagarna 1723, 1731 och 1734, och ingick då i sekreta utskottet.
Han var gift med Anna Sofia Espholt.